# Jack Keller (Leichtathlet)
Jack Keller (eigentlich: John Alton Claude Keller; * 23. Oktober 1911; † 3. Juni 1978 in Columbus, Ohio) war ein US-amerikanischer Hürdenläufer. 

## Leben und Karriere
Der dominierende US-Athlet im 110-Meter-Hürdenlauf war im Vorfeld der Olympischen Spiele 1932 in Los Angeles Percy Beard gewesen. Er hatte nicht nur den Weltrekord auf der metrischen Strecke von 14,4 egalisiert, sondern auch den auf der Strecke von 120 Yards Hürden auf 14,2 heruntergeschraubt.
Die US-Trials für die Spiele fanden in Stanford statt. Hier stellte Keller den metrischen Weltrekord mit 14,4 ein und gewann die Trials vor George Saling und Beard. Im Halbfinale der Spiele stellte dann auch Saling den Weltrekord ein. Im Finale standen nun diese drei amerikanischen Weltrekordler zwei Briten und dem Deutschen Willi Welscher gegenüber. Beard ging in Führung, hatte aber an der sechsten Hürde Probleme, und so gewann Saling in 14,6 vor Beard in 14,7. Dahinter kamen drei Läufer mit 14,8 in die Wertung: Der Brite Don Finlay auf Platz 3, Keller auf Platz 4 und der Langhürdler Lord Burghley auf Platz 5. Welscher wurde disqualifiziert. 
Während Beard noch einige Weltrekorde lief und Saling tödlich verunglückte, hatte Keller 1933 noch ein Jahr, in dem er über 120 Yards und über 220 Yards Hürden-Weltrekorde lief, die aber nicht anerkannt wurden. Danach taucht sein Name nicht mehr in den Bestenlisten auf.